# Peani
Peani (en llatí Paeanius, en grec Παιάνιος) va ser l'autor d'una traducció al grec del llibre Breviarium ab Urbe condita escrit per Eutropi.
Es tenen molt poques dades de Peani però se suposa que va viure molt poc després del mateix Eutropi. La traducció que va fer és poc acurada però té certa elegància, i sembla que Joan Zonaràs la va utilitzar molt. Va ser impresa per primer cop l'any 1590 a Frankfurt per F. Sylburg a la Romanae Historiae Scriptores.